# The Cradle (film 1922)
The Cradle è un film muto del 1922 diretto da Paul Powell. La sceneggiatura di Olga Printzlau prende spunto dal romanzo Le Berceau di Eugène Brieux.

## Produzione
La lavorazione del film, prodotto dalla Famous Players-Lasky Corporation, durò fino alla fine di ottobre 1921.

## Distribuzione
Il copyright del film, richiesto dalla Famous Players-Lasky Corp., fu registrato il 28 dicembre 1921 con il numero LP17460.
Distribuito dalla Paramount Pictures e presentato da Jesse L. Lasky, il film uscì nelle sale cinematografiche statunitensi il 9 aprile 1922 dopo essere stato presentato in prima a Baltimora presumibilmente il 4 marzo di quell'anno. In Francia, fu distribuito il 14 dicembre 1923 come Le Berceau, titolo originale del romanzo da cui è tratto il film.